# França 0–0 Brasil (2004)
França 0 x 0 Brasil, mais conhecida por FIFA Centennial Match,[carece de fontes?] foi uma partida amistosa de futebol, disputada no Stade de France no dia 20 de Maio de 2004, em comemoração ao centenário da FIFA. O jogo comemorou também os 50 anos da UEFA.
As Seleções Brasileira e Francesa foram escolhidas para este jogo por serem as então 2 últimas seleções Campeãs da Copa do Mundo (1998 e 2002). O Brasil era o vigente campeão mundial e a França detinha o prestígio de atual campeã europeia. Além disso, ambas ocupavam as 2 primeiras colocações no ranking da FIFA.
O jogo foi disputado um dia antes de a entidade máxima do futebol completar 100 anos, e teve a maior divulgação de toda a história do futebol, até então, com 130 emissoras de televisão de todo o planeta exibindo o jogo. Estiveram presentes no estádio 79,344 presentes, então o recorde do estádio para jogos de futebol entre seleções
Por ser um jogo festivo, a FIFA optou por utilizar o espaço destinado as placas publicitárias para exibir mensagens contra o racismo e à favor do "Fair Play".
Para esta patida comemorativa, a FIFA solicitou à ambas equipes que se apresentassem com um uniforme histórico, que foram usados somente no 1o tempo. No segundo, as equipes voltaram a se vestir com seus uniformes atuais.
A Seleção Brasileira entrou em campo com um uniforme réplica do usado por ela em 1914, os primeiros da história da Seleção, com gola pólo branca com cordões no decote. As duas mangas da camisa possuem listras azuis, sendo que na direita está o selo comemorativo dos 100 anos da Fifa. Do lado esquerdo do peito, encontrava-se o logo da extinta CBD (Confederação Brasileira de Desportos), confeccionado em feltro, como nos uniformes antigos. Os números foram feitos de tecido e recortados e costurados nas costas. Os calções brancos e meiões azul completavam o uniforme produzido pela Nike. Esta até então foi a última vez que o Brasil utilizou camisas brancas.
Já os franceses vestiram-se de camisa social azul com gola, botões, mangas até a altura do cotovelo, calção branco, cinto e meião vermelho.
Até a tradicional pose para fotos foi feita da forma que se faziam no inicio do século.
O jogo teve como preliminar uma partida de futebol feminino entre Alemanha (atual campeã do mundo na categoria) e a Seleção do Resto do Mundo - que incluiu a brasileira Marta.

## Ficha técnica
| 20 de Maio de 2004 | França | 0 – 0 | Brasil | Stade de France, Paris                                       |
|                    |        |       |        | Público: 79,344 expectadores Árbitro: Manuel Mejuto González |

| 1° Tempo 2º Tempo | 1° Tempo 2° Tempo |

|                 |    |                     |  |
|                 |    |                     |  |
|                 |    |                     |  |
|                 |    |                     |  |
|                 |    |                     |  |
| G               | 23 | Grégory Coupet      |  |
| LD              | 15 | Lilian Thuram       |  |
| Z               | 5  | William Gallas      |  |
| Z               | 8  | Marcel Desailly 45' |  |
| LE              | 2  | Jean-Alain Boumsong |  |
| V               | 6  | Claude Makélélé     |  |
| V               | 4  | Patrick Vieira      |  |
| M               | 7  | Robert Pirès 45'    |  |
| M               | 10 | Zinédine Zidane 68' |  |
| A               | 12 | Thierry Henry       |  |
| A               | 20 | David Trezeguet     |  |
| Reservas:       |    |                     |  |
| Z               | 3  | Bernard Mendy 45'   |  |
| M               | 19 | Olivier Kapo 68'    |  |
| M               | 11 | Sylvain Wiltord 45' |  |
| Treinador:      |    |                     |  |
| Jacques Santini |    |                     |  |

|                         |    |                          |  |
|                         |    |                          |  |
| G                       | 1  | Dida                     |  |
| LD                      | 2  | Cafu                     |  |
| Z                       | 3  | Luisão                   |  |
| Z                       | 15 | Cris                     |  |
| LE                      | 6  | Roberto Carlos           |  |
| V                       | 5  | Edmílson                 |  |
| M                       | 10 | Juninho Pernambucano 79' |  |
| M                       | 11 | Zé Roberto 45'           |  |
| M                       | 8  | Kaká 45'                 |  |
| A                       | 7  | Ronaldinho               |  |
| A                       | 9  | Ronaldo                  |  |
| Reservas:               |    |                          |  |
| M                       | 19 | Júlio Baptista 79'       |  |
| M                       | 17 | Edu 45'                  |  |
| M                       | 21 | Alex 45'                 |  |
| Treinador:              |    |                          |  |
| Carlos Alberto Parreira |    |                          |  |